# Église des vrais chrétiens orthodoxes de Grèce - Synode du calendrier Patristique
L'Église des vrais chrétiens orthodoxes de Grèce - Synode du calendrier Patristique est une Église orthodoxe indépendante vieille-calendariste de Grèce.
Le primat actuel de l'Église est Mgr Chérouveim de Pamphilie et de Bithynie, depuis mai 2021.

## Contexte
L'origine de la rupture entre les églises vieilles-calendaristes et l'Église officielle de Grèce est l'adoption en 1924 par cette dernière du calendrier julien révisé. Au fil des années, le mouvement vieux-calendariste se scinde en différentes dénominations concurrentes.

## Histoire
Le fondateur du synode, Mgr Angelos, décède en avril 2021. En mai 2021, Mgr Chérouveim de Pamphilie et de Bithynie est élu nouveau président du synode.